# مارین‌دیک
مارین‌دیک (به هلندی: Mariëndijk) یک منطقهٔ مسکونی در هلند است که در وستلاند واقع شده‌است. مارین‌دیک ۱۷۳ نفر جمعیت دارد.